# Campeonato Europeu de Atletismo em Pista Coberta de 2013 - Salto em distância feminino
A prova do salto em distância feminino do Campeonato Europeu de Atletismo em Pista Coberta de 2013 foi disputada entre os dias 1 e 2 de março de 2013 no Scandinavium em Gotemburgo, Suécia.

## Recordes
Antes desta competição, os recordes mundiais e do campeonato nesta prova eram os seguintes:
|                       | Nome             | Nacionalidade     | Distância | Local     | Data                    |
| --------------------- | ---------------- | ----------------- | --------- | --------- | ----------------------- |
| Recorde mundial       | Heike Drechsler  | Alemanha Oriental | 7m 37cm   | Viena     | 13 de fevereiro de 1988 |
| Recorde do campeonato | IHeike Drechsler | Alemanha Oriental | 7m 30cm   | Budapeste | 5 de março de 1988      |
| Recorde europeu       | Heike Drechsler  | Alemanha Oriental | 7m 37cm   | Viena     | 13 de fevereiro de 1988 |

## Medalhistas
| Ouro                 | Prata                | Bronze             |
| Darya Klishina (RUS) | Éloyse Lesueur (FRA) | Erica Jarder (SWE) |

## Cronograma
Todos os horários são locais (UTC+2).
| Data       | Hora  | Evento       |
| ---------- | ----- | ------------ |
| 1 de março | 10:05 | Qualificação |
| 2 de março | 16:00 | Final        |

## Resultados

### Qualificação
Qualificação: 6,65m (Q) ou os 8 melhores qualificados (q). 

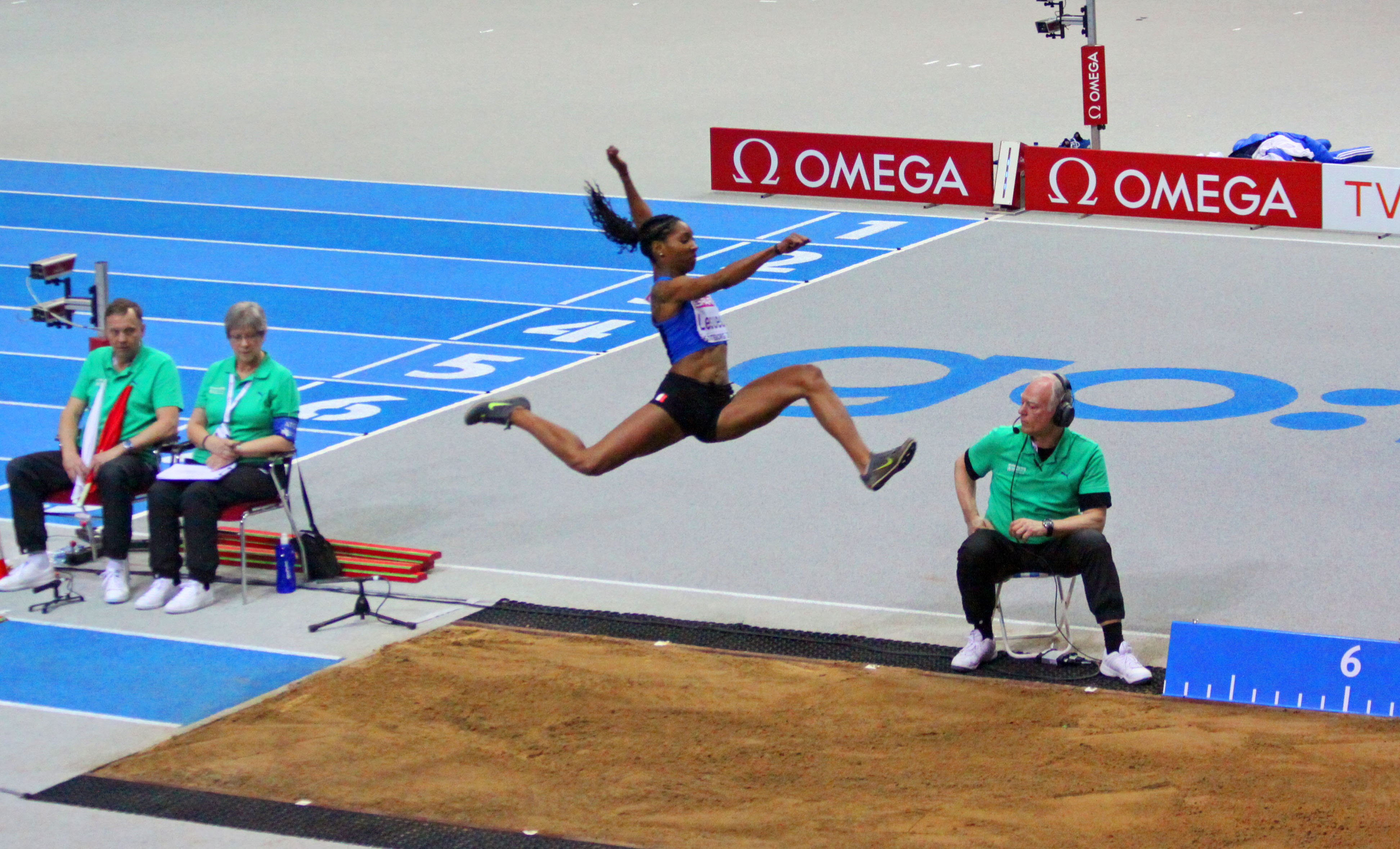
Éloyse Lesueur da França terminou em segundo lugar no evento

| Posição | Atleta               | Nacionalidade | #1   | #2   | #3   | Resultados | Notas                |
| ------- | -------------------- | ------------- | ---- | ---- | ---- | ---------- | -------------------- |
| 1       | Darya Klishina       | Rússia        | 6.62 | 6.58 | –    | 6.62       | q                    |
| 2       | Erica Jarder         | Suécia        | x    | 6.61 | –    | 6.61       | q,                   |
| 2       | Shara Proctor        | Reino Unido   | 6.61 | –    | –    | 6.61       | q                    |
| 4       | Éloyse Lesueur       | França        | 6.60 | –    | –    | 6.60       | q                    |
| 5       | Ivana Španović       | Sérvia        | 6.59 | –    | –    | 6.59       | q                    |
| 6       | Olga Kucherenko      | Rússia        | 6.48 | 6.42 | 6.54 | 6.54       | q                    |
| 7       | Anastasiya Mokhnyuk  | Ucrânia       | 6.47 | 6.19 | 6.52 | 6.52       | q                    |
| 8       | Cornelia Deiac       | Roménia       | x    | 6.46 | 6.52 | 6.52       | q                    |
| 9       | Svetlana Denyaeva    | Rússia        | 5.74 | 6.44 | 6.50 | 6.50       |                      |
| 10      | Volha Sudarava       | Bielorrússia  | 6.01 | 6.28 | 6.43 | 6.43       |                      |
| 11      | Alina Rotaru         | Roménia       | 6.30 | 6.39 | 6.32 | 6.39       |                      |
| 12      | Renáta Medgyesová    | Eslováquia    | 6.35 | 6.17 | 6.21 | 6.35       | Recorde da temporada |
| 13      | Lauma Griva          | Letônia       | 6.26 | 6.18 | 6.34 | 6.34       |                      |
| 14      | Melanie Bauschke     | Alemanha      | 6.16 | 6.19 | 6.19 | 6.19       |                      |
| 15      | Jana Veldáková       | Eslováquia    | x    | 6.17 | x    | 6.17       |                      |
| 16      | Stefanie Voss        | Alemanha      | x    | 6.12 | x    | 6.12       |                      |
| 17      | Florentina Marincu   | Roménia       | x    | 5.98 | x    | 5.98       |                      |
| 18      | Sevim Sinmez Serbest | Turquia       | x    | 5.97 | 5.81 | 5.97       |                      |
| 19      | Giulia Liboá         | Itália        | x    | x    | 5.94 | 5.94       |                      |

### Final
A final foi realizada às 16:00 no dia 2 de março de 2013. 

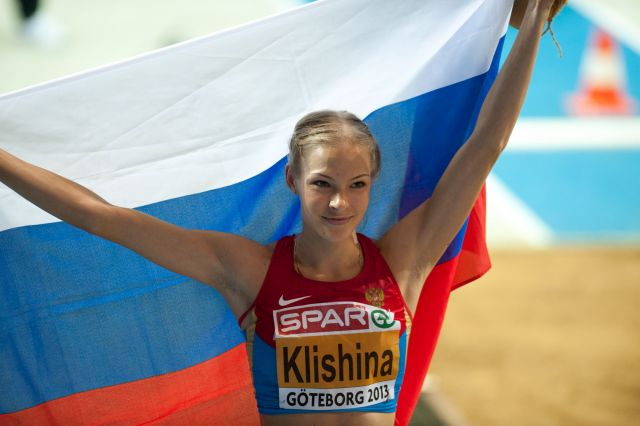
Medalhista de ouro, Darya Klishina

| Pos.              | Atleta              | Nacionalidade | #1   | #2   | #3   | #4   | #5   | #6   | Resultados | Notas               |
| ----------------- | ------------------- | ------------- | ---- | ---- | ---- | ---- | ---- | ---- | ---------- | ------------------- |
| Medalha de ouro   | Darya Klishina      | Rússia        | 7.01 | 6.83 | x    | 6.57 | 6.71 | x    | 7.01       | Melhor marca do ano |
| Medalha de prata  | Éloyse Lesueur      | França        | 6.85 | x    | x    | 6.87 | 6.90 | x    | 6.90       | Recorde nacional    |
| Medalha de bronze | Erica Jarder        | Suécia        | x    | 6.55 | x    | 6.56 | x    | 6.71 | 6.71       | Recorde pessoal     |
| 4                 | Shara Proctor       | Reino Unido   | 6.68 | 6.54 | x    | 6.69 | 6.60 | x    | 6.69       |                     |
| 5                 | Ivana Španović      | Sérvia        | x    | 6.48 | 6.62 | 6.38 | 6.44 | 6.68 | 6.68       |                     |
| 6                 | Olga Kucherenko     | Rússia        | 6.31 | 6.59 | 6.62 | x    | 6.44 | x    | 6.62       |                     |
| 7                 | Cornelia Deiac      | Roménia       | 6.35 | 6.48 | 6.52 | 6.38 | 6.48 | 6.48 | 6.52       |                     |
| 8                 | Anastasiya Mokhnyuk | Ucrânia       | x    | x    | x    | 6.19 | 6.43 | 6.46 | 6.46       |                     |

Legenda
| Recorde mundial       | Recorde mundial (World record)               |                       | Recorde africano                      | Recorde africano (African) |                                           | Q | Classificado por posição (Qualified) |
| Recorde do campeonato | Recorde do campeonato (Championship record)  | Recorde da América    | Recorde da América (Americas)         | q                          | Classificado por melhor tempo (Qualified) |   |                                      |
| Melhor marca do ano   | Melhor marca do ano (World leading)          | Recorde asiático      | Recorde asiático (Asian)              | DNS                        | Não largou (Did not start)                |   |                                      |
| Recorde nacional      | Recorde nacional (National record)           | Recorde europeu       | Recorde europeu (European)            | DNF                        | Não terminou (Did not finish)             |   |                                      |
| Recorde pessoal       | Recorde pessoal do atleta (Personal best)    | Recorde da Oceania    | Recorde da Oceania (Oceania)          | DSQ / DQ                   | Desclassificado (Disqualified)            |   |                                      |
| Recorde da temporada  | Recorde da temporada do atleta (Season best) | Recorde sul-americano | Recorde sul-americano (South America) | NM                         | Sem marca (No mark)                       |   |                                      |